# Exoprosopa mackieae
Exoprosopa mackieae är en tvåvingeart som beskrevs av Paramonov 1955. Exoprosopa mackieae ingår i släktet Exoprosopa och familjen svävflugor.
Artens utbredningsområde är Kongo. Inga underarter finns listade i Catalogue of Life.